# Subiculum (Mykologie)

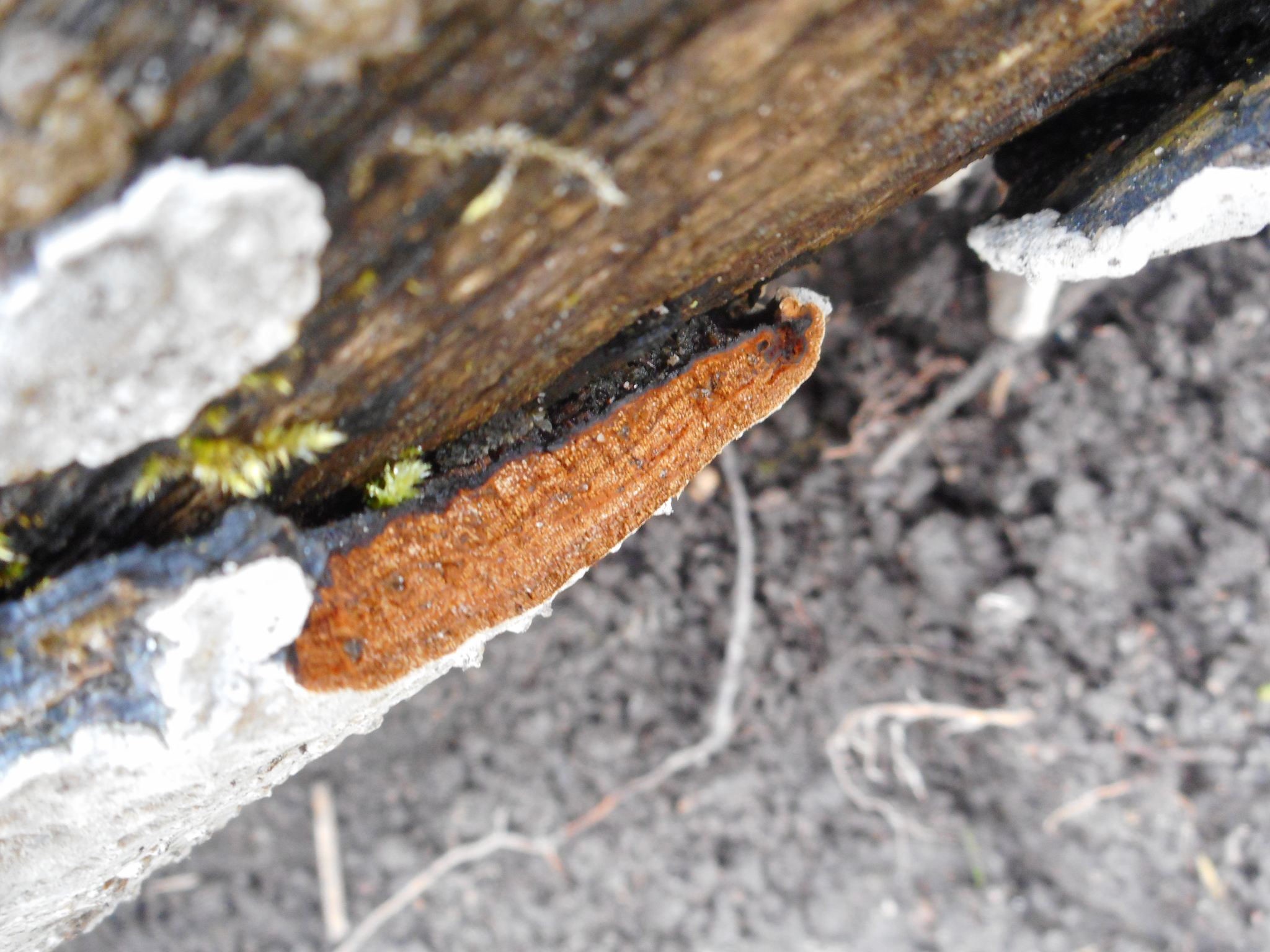
Birken-Feuerschwamm (Phellinus laevigatus): Das Subiculum ist als schwarze Schicht zwischen dem Fruchtkörper und dem Holz als Substrat erkennbar.

Als Subiculum bezeichnet man in der Mykologie flache Myzelpolster, auf denen sich die Fruchtkörper wie Perithecien befinden.
Man findet ein Subiculum bei Vertretern von Xylariales, Helotiales oder Krustenkugelpilzartigen. Bei Porlingen wird die dünne Schicht zwischen den Trama auch als Subiculum bezeichnet.